# Schloss Blatná
Das Schloss Blatná steht in der tschechischen Stadt Blatná 60 Kilometer nordwestlich von Budweis im Jihočeský kraj. Es ist für Besucher zu besichtigen.

## Geschichte
Die ursprüngliche Burg mit einer Kapelle entstand im 13. Jahrhundert. Die erste schriftliche Erwähnung erfolgte 1235. Ab dem 13. Jahrhundert gehörte die Burg den Bavor von Strakonitz. Im 15. Jahrhundert, zur Zeit der Herrschaft des Zdeniek Lev von Rosental, wurde sie in eine Wasserburg umgebaut. Levs Schwester heiratete Georg von Podiebrad und wurde böhmische Königin. 1520 bis 1530 baute der königliche Architekt Benedikt Ried Teile in ein frühes Renaissanceschloss um. Einen weiteren Ausbau nahmen nach 1575 die Herren von Rozdražov vor und ab 1695 die Herren von Serény. 1798 kaufte Wenzel Karl Hildprandt von und zu Ottenhausen das Schloss, dessen Familie es von 1850 bis 1856 durch Bernhard Grueber renovieren ließ. Das Schloss befindet sich noch heute in ihren Händen.
Zu besichtigen sind orientalische Rokoko-Salons und Jagdzimmer. Die meisten Zimmer sind mit Möbeln aus dem 19. Jahrhundert ausgestattet. Der älteste Teil des Schlosses ist die romanische Kapelle von etwa 1220. Aus der Zeit der Herren von Rosental stammen die Wandmalereien im Rittersaal und das spätgotische Schloss.
Das Schloss liegt inmitten eines großen Englischen Landschaftsgartens mit hundertjährigen Bäumen.